# St. Martin, Steuerberg
St. Martin je naselje v Občini Steuerberg v Okraju Trg na Koroškem v Avstriji.